# Seriealbum i Sverige 2011
Seriealbum i Sverige 2011 är utgivningen av nya seriealbum på svenska (samt enstaka utgåvor originalutgivna i Sverige på annat språk) under utgivningsåret 2011. Det motsvarar alla nya bokutgåvor med ett huvudsakligt innehåll av tecknade serier – oavsett publiceringsformat och inbindningsmetod – och inkluderar en del mindre, häfteslika publikationer med ISBN-märkning.
Utgivningslistan sammanställdes i början av 2012 (daterad februari) av sekreteraren i Urhunden-juryn. Den var primärt avsedd som underlag för juryn som utsåg mottagarna av årets Urhundenplaketter, med den uttalade bibetydelsen att ge en överblick över (bokdelen av) Seriesverige under det gångna året. Listan publicerades ursprungligen på Seriefrämjandets Urhunden-sajt.

## Koder i listan
Följande koder används i listningen för att markera o.s. etc. album:
- (s) o.s. album
- (ö) översatta album
- (s, ö) album med originalsvenskt och översatt innehåll
- (s*) album originalproducerade i Sverige på främmande språk (i regel engelska)
- (ö*) album originalproducerade i Sverige med utländskt innehåll på främmande språk
- (s*, ö*) album originalproducerade i Sverige med svenskt och utländskt innehåll på främmande språk.

## Utgivning

### Albumförlaget
- Bessadi, Bruno/Morvan, Jean-David: Upplösta familjer. – (Zorn & Dirna ; 4) (ö)
- Boucq, François/Jodorowsky, Alejandro: Bödelns hämnd. – (Bouncer ; 4) (ö)
- Dany: Skäms du inte? (ö)
- Dorison, Xavier/Alice, Alex/Recht, Robin: Julius : bok 1. – (Det tredje testamentet ; V) (ö)
- Gustafsson, Dennis: Skräckens ängel. – (Viktor Kasparsson) (s)
- Jodorowsky, Alejandro/Gimenez, Juan: Aghnar. – (Metabaronerna ; 3) (ö)
- Talijancic, Boris/Runberg, Sylvain: Elivågors väktare. – (Hammerfall ; 3) (ö)

### Alfabeta
- Jansson, T.: Mumin 4-5 (ö)

### Apart
- Kirkman, Robert/Moore, Tony: The walking dead 1-2 (ö)

### Argasso
- Corzine, Amy/Burns, John M.: Jane Eyre. – Efter Charlotte Brontë (ö)
- McDonald, John/Haward, Jon/Dobbyn, Nigel: Macbeth. – Efter William Shakespeare (ö)

### Bakhåll
- Ahlgren, Daniel: Ensamhetens fort (s)

### Bonnier
- Spåman, Linda: Misslyckat självmord i Mölndals bro (s)

### Bonnier Carlsen
- Gahrton, Måns/Unenge, Johan: Samlade pinsamheter : serier under 25 år (s)
- Kishimoto, Masashi: Naruto 31-34 (ö)
- Oda, Eiichiro: One Piece 55-59 (ö)

### Bonnier Fakta
- Sjöberg, Lotta: Family living : den ostädade sanningen (s)

### C’est Bon Kultur
- Astoria. – (C’est Bon Anthology ; 16) (s*, ö*)
- Motion picture. – (C’est Bon Anthology ; 15) (s*, ö*)
- Square one. – (C’est Bon Anthology ; 14) (s*, ö*)
- Ten. – (C’est Bon Anthology ; 17) (s*, ö*)

### Calle Krantz
- 7 oktober : [en serieantologi] (s)

### Carlsson
- Otterbeck, Jonas/Hallin, Peter: Samtidsislam : unga muslimer i Malmö och Köpenhamn (s)

### Comic Royale
- Comic Royale 5 (s)

### Dimma
- Dimma volym 1 : antologi (s)

### Egmont
- Achdé/Pennac, Daniel/Benacquista, Tonino: Lucky Luke möter Pinkerton. – (Lucky serien ; 85) (ö)
- Andréasson, R.: Bamsebiblioteket 40-44 (s)
- –”-: Bamse-biblioteket PM-serierna vol. 2 (s)
- Antikens hjältar. – (Kalle Ankas pocket special) (ö)
- Bamse. – Julalbum (s)
- Bärnarp, Sven-Bertil: Medelålders plus : en serie för oss! (s)
- Cronstam, Tony/Cronstam, Maria: Elvis – varför kan inte livet vara som en poster? (s)
- –”-: Elvis – äntligen semester (s)
- Darnell, Jonas: Herman Hedning : samlade serier 2002-2003 (s)
- Drakkrigaren. – (Kalle Ankas pocket special) (ö)
- Elworth, Lennart: 47:an Löken. – Julalbum (s)
- Farliga skuggor. – (Kalle Ankas pocket special) (ö)
- Furberg, Lena: Mulle : de bästa serierna från åren 2000-2001 (s)
- Grace, Bud: Ernie. – Julalbum (ö)
- Grattis, björnbusar!. – (Kalle Ankas pocket special) (ö)
- Kalle Anka och hans vänner önskar god jul 17 (ö)
- Kalle Ankas pocket 385-397 (ö)
- Kalle Ankas pocket English : Lär dig engelska med Kalle (ö*)
- Lee Falk’s Fantomen : den inbundna årgången 1959:4 (ö)
- Lee Falk’s Fantomen : den inbundna årgången 1960:1-3 (ö)
- Mad går bananas på Oscars (ö)
- Mortimer, L.: Hälge : presentbok 16 (s)
- –”-: Hälge : varning för älgskador (s)
- Petersson, Krister: Uti vår hage : retrospekulativt 1986-1991 (s)
- Rosa, Don: Don Rosas samlade verk 1-2 (ö)
- Skepp ohoj!. – (Kalle Ankas pocket special) (ö)
- Spökplumpen. – (Kalle Ankas pocket special) (ö)
- Svart måne. – (Kalle Ankas pocket special) (ö)
- Sveen, Øyvind/Emberland, Ivan: Klantskogsexpressen. – (BK Slarvhult) (ö)
- Tom & Jerry. – Julalbum (ö)
- Tom & Jerry pocket : med Scooby-Doo! : [deckare och drama!] (ö)
- Tom och Jerry pocket! : med Scooby-Doo : [krig och kärlek!] (ö)
- Tome/Janry: Sträck på dej!. – (Den unge Spirou ; 15) (ö)
- Walt Disney’s Kalle Anka & c:o : den kompletta årgången 1966:2-6 (ö)
- Walt Disney’s Kalle Anka & c:o : den kompletta årgången 1967:1-2 (ö)
- Watterson, Bill: Kalle och Hobbe. – Julalbum (ö)
- Vilda västern. – (Kalle Ankas pocket special) (ö)
- Åsa-Nisse : Klippt och Skuren (s)
- Øverli, Frode: Pondus femma (ö)
- 91:an : den inbundna årgången 1967:1-4 (s)

### Ekholm & Tegebjer
- Madsen, Peter/Rancke, Hans/Vadmand, Per/Kure, Henning: Valhall : den samlade sagan 1 (ö)
- –”-: Valhall : den samlade sagan 2 (ö)
- Skogäng, Ola: I dödsskuggans dal. – (Theos ockulta kuriositeter ; 3) (s)

### Epix
- Burr, Dan/Vance, James: Drömmare och kungar (ö)
- Dixon, Charles, Wenzel, David: Bilbo hobbiten. – Efter J.R.R. Tolkien (ö)
- Katin, Miriam: När mamma brände Gud (ö)
- Kerascoët/Vehlman, Fabien: Svart tomtebloss (ö)
- Kreitz, Isabel: Den 35. maj. – Efter Erich Kästner (ö)
- Russell, P. Craig: Coraline. – Efter Neil Gaiman (ö)
- Sacco, Joe: Goražde (ö)
- –”-: Palestina : ockuperad nation (ö)
- Sfar, Joann: Lille prinsen. – Efter Antoine de Saint-Exupéry (ö)

### Fanny Niklasson Wihlborg
- Niklasson Wihlborg, Fanny: Memento vivere (s*)

### Fredrik Sjöholm & Jan Kustfält
- Sjöholm, Fredrik/Kustfält, Jan: Biff Zongo (s*)

### Gloria
- Shinozawa, Kozumi: Budbärarna (ö)
- –”-: Förvandlingen (ö)

### Hegas
- Kibuishi, Kazu: Amulett : stenväktaren (ö)

### Icaförlaget
- Bergstrom, Erik: Bröderna Gryms sagor (ö)

### Karmosin
- Til death do us part. – (Karmosin ; 4) (s)

### Kartago
- Christensen, Charlie: Voodoo vid vatten. – (Arne Anka ; 9) (s)
- Ekman, Oskar/Ståhlberg, Carolina: Bleckmossen : Sjöhästens hemlighet (s)
- Ekström, Åsa: Sayonara september del 2 (s)
- Engström, Magnus: Luftspår (s)
- Hemmingsson, Nina: Mina vackra ögon (s)
- Kellerman, Martin: Rocky volym 20 (s)
- –”-: Rocky volym 21 (s)
- –”-: Rocky om kändisar (s)
- Lööf, Jan: Jan Lööfs serier volym tre (s)
- Wilks, Daniela: Banglatown (s)

### Kerstin Liljedahl
- Liljedahl, Kerstin: ”Pun”ch (s*)

### Kolik
- Björkstrand, Eva: Lokal dimma (s)
- Fahlstedt, Elin: Umbra (s)
- Neidestam, Lina: Maran (s)
- Kanarp, Loka/Edenborg, Carl Michael: Hungerhuset (s)
- Muller, Catel/Bocquet, José-Louis: Kiki från Montparnasse (ö)
- Pratt, Hugo: Corto Maltese i Etiopien (ö)
- Ruta, Matilda: Tummelisa : eller Den andra vildmarken (s)

### Kvarnby Folkhögskola
- Kvarnby serier 2011 (s)

### Libris
- Anderson, Jeff/Maddox, Mike: Stora seriebibeln. – Häftad utg. (ö)

### Marie Eriksson
- Eriksson, Marie: Gudalag (s)

### Mormor
- Abelli Elander, Kristina: Staden- flickorna- tiden- tiden- (s)

### Nattserier
- Swedish comic sin 2 (s*)

### Nisses Böcker
- Almqvist, Bertil: De mystiska fotspåren. – (Barna Hedenhös ; 8) (s)
- Lundkvist, Ulf: Assar till tusen (s)
- –”-: Mörtsten sviker igen. – (Assar ; 15) (s)
- –”-: Solsken hela dagen. – (Assar ; 16) (s)

### Nosebleed Studio
- Nosebleed Studio 5 years jubilee anthology (s*)

### Olivia Skjöld
- Skjöld, Olivia: Intränglingar (s)

### Optimal Press
- Bakman, Rikke: Glimtar (ö)
- Biller, Malin: Om någon vrålar i skogen. – [Häftad utg.] (s)
- Grennvall, Åsa: Elfriede (s)
- Hagelberg, Matti: Silvia Regina (ö)
- Kapten Stofil. – Jultidning (s)
- Karlström, Sofia: Doggie (s)
- Koskela, Ilpo: Djävulens viskning (ö)
- Krantz, Gunnar: Största möjliga allvar (s)
- Källblad, Mats: Lång väg tillbaka (s)
- Ranta, Ville: Kajana (ö)
- –”-: Scener från Paradiset (ö)
- Rehr, Henrik: Simma! (ö)
- Rossholm, Elisa: Jag hör icke till något läger (s)
- Serier mot rasism (s,ö)
- Österberg, Li: Med andra ögon (s)
- Östergren, Emelie: The story of a girl (s*)

### Ordbilder Media
- Fernández, Enrique: Den glädjelösa ön (ö)
- Irie, Aki: Rans magiska värld 1 (ö)
- Iwaoka, Hisae: Aomanjuskogen 1 (ö)
- Usune, Masatoshi: Eater 4 (ö)
- Yamakawa, Naoto: En kopp kaffe till 3 (ö)

### Ordfront Galago
- Berglin, Jan/Berglin, Maria: Bronto Berglin : samlade serier 1999-2008 (s)
- –”-: En färskvaruupplevelse (s)
- Bång, Karolina: Cowgirls (s)
- Hansson, Sara: Vi håller på med en viktig grej (s)
- Jonsson, Mats: Hey princess. – Pocketuppl. (s)
- –”-: Mats kamp (s)
- Lundkvist, Pontus: Full sysselsättning (s)
- Pirinen, Joakim: Jävla svin (s)
- Sacco, Joe: Gaza : fotnoter till ett krig (ö)
- Strömquist, Liv: Ja till liv : Liv Strömquists ABC (s)

### Orosdi-Back
- Arrhenius, Lars: Svarta bubblor (s)

### Rabén & Sjögren
- Lindgren, Astrid/Vang-Nyman, Ingrid: Pippi vill inte bli stor och andra serier (s)

### Sanatorium
- Östergren, Emelie: The duke and his army (s*)

### Semic
- Cronstam, Tony/Cronstam, Maria: Elvis Greatest Hits 4 (s)
- Darnell, Jonas: Bättre en tjuga i foten än tio i ansiktet. – (Herman Hedning ; 20) (s)
- Falk, Lee: Fantomen. – Julalbum (ö)
- Kalle Anka. – Julalbum (ö)
- Mortimer, Lars: Hälge : över älven efter älgen (s)
- –”-: Stora boken om natur och naturbehov (s)
- Norberg, Thomas: Åsa-Nisse 2011. – Julalbum (s)
- O’Donnell, Peter: Agent X9. – Specialalbum 2011 (ö)
- Persson, Anders: Lilla Fridolf. – Julalbum (s)
- Persson, Gunnar: Kronblom. – Julalbum (s)
- Persson, Ingvar: Agust och Lotta. – Julalbum (s)
- Petersson, Krister: Uti vår hage 2011 (s)
- Peyo: Astrosmurfen (ö)
- –”-: Ägget och smurfarna (ö)
- Walker, Mort: Knasen. – Julalbum (ö)
- 91:an Karlsson 2011. – Julalbum (s)

### Seriefrämjandet
(Seriefrämjandets utgåvor var ej valbara till Urhunden)
- Bystedt, Fanny M./Elftorp, Mattias/Özdamarlar, Emre: My darling Elizabeth / Fanny M.Bystedt ; Roommate / Mattias Elftorp & Emre Özdamarlar. – (Dystopia ; 11). – I samarbete med Wormgod (s*)
- Endrju & Elftorp, Mattias: Society. – (Dystopia ; 12). – I samarbete med Wormgod (s*)
- Ulvegren, Frida: Tack & förlåt. – (Grafiska novelletter ; 5). – I samarbete med Kolik (s)
- Zombies. – (Dystopia ; 10). – I samarbete med Wormgod (s*)

### Serieplaneten
- Berg, Mike: Agent Marc Saunders 1-2/2011 (s)

### Seriezonen
- Thollin, Daniel/Andersson, Jonas: Hrafnir. – (1000 ögon ; 2) (s)
- –”-: Vondur. – (1000 ögon ; 3) (s)

### Stef Gaines
- Gaines, Stef: Fullkomligt normal (s)

### Studentlitteratur
- Takahashi, Shin: Linjär algebra som manga (ö)

### Think Ink
- Absolutely scandalous stories (s*)

### Tone Persson
- Persson, Tone: Wind fish (s*)

### Wibom Books
- Neel, Julien: Förälskelser. – (Lou ; 4) (ö)
- –”-: Laser ninja. – (Lou ; 5) (ö)
- Simmonds, Posy: Tamara Drewe (ö)

### Wormgod
- Elftorp, Mattias: Deicide. – (Piracy is Liberation ; 009) (s*)
- –”-: A Subtle Fuck You (s*)